# Eatonella nivea
Eatonella nivea (D.C.Eaton) A.Gray è una pianta della famiglia delle Asteraceae, endemica degli Stati Uniti occidentali. È l'unica specie del genere Eatonella.

## Tassonomia
Il genere Eatonella, in passato attribuito alla sottotribù Baeriinae (Heliantheae), è stato recentemente assegnato, sulla base di evidenze filogenetiche derivanti da analisi del DNA ribosomiale, al raggruppamento delle Hulseinae (Madieae).